# Florena
Florena ist eine traditionsreiche deutsche Kosmetikmarke, deren Ursprung im sächsischen Waldheim liegt und deren Produktionsstätte als hundertprozentige Tochtergesellschaft heute als Beiersdorf Manufacturing Waldheim GmbH geführt wird. Die Marke gehört seit 2002 zur Beiersdorf AG. Die Firma Waldheimer Parfümerie- und Toilettenseifenfabrik / Rosodont / Florena wie auch der Markenname sind wesentlich älter als die Firma Beiersdorf und Nivea.

## Geschichte

### Waldheimer Parfümerie- und Toilettenseifenfabrik
Die Fabrik zur Bereitung chemischer Düngemittel hatte der aus Mühlberg stammende Apotheker und Unternehmer Adolf Heinrich August Bergmann (1799–1858) bereits 1852 gegründet, trat aber unter dem Namen „Waldheimer Parfümerie- und Toilettenseifenfabrik“ auf. Bereits 1823 gründete Bergmann zunächst eine Materialwarenhandlung in Waldheim, es folgte eine Essigbrennerei, eine Schokoladenfabrik und die Herstellung von Rauch- und Schnupftabak und betrieb Filialen in Döbeln, Hartha und Roßwein. Nach einem Stadtbrand 1832 und den Verlust der Fabrik erfolgte der Neuanfang 1838 mit der Herstellung von künstlichen Düngemitteln. 1851 folgte die Produktionsumstellung vor allem auf „Zahnseifen“, einen Vorläufer heutiger Zahnpasta und auf Zahnbürsten und 1852 die Gründung der „Waldheimer Parfümerie- und Toilettenseifenfabrik“. 1854 wird die Produktion auf Flechten- und Feinseifen und Odontine, ein aus Äther mit Nelken- und Pfefferminzöl bereitetes betäubendes Mittel und 1856 auf flüssige Haarseifen und Milchseifen erweitert. Nach dem Tod des Firmengründers am 23. Juli 1858 wird das Unternehmen von seiner Frau und dann von seinem Sohn Heinrich Richard Bergmann und später seinem Enkel August Heinrich Richard Bergmann (1887–1968) weitergeführt. Ab 1876 gibt es eine Kooperation mit der H. O. Schmidt Dampfseifen- & Glycerin Fabrik Döbeln des Gründers Hermann-Otto Schmidt, der ab 1938 seine Marke Decenta Döbeln eintragen ließ.
1889 lässt Richard Bergmann (4. Sohn von August Bergmann) sein Unternehmen im Handelsregister als „Waldheimer Parfümerie- und Toilettenseifenfabrik A.H.A. Bergmann“ (AHAB) eintragen. 1897 werden rund 800 verschiedene Produkte produziert, von der Zahnpasta bis zum Taschentuchparfüm, von der Toilettenseife bis zur Sommersprossenmilch.
Zum 50. Firmenjubiläum 1902 arbeiteten in Waldheim 75 Personen. Rosodont und Brunodont waren ab 1904 die ersten zwei Produktnamen, die offiziell als Markennamen eingetragen wurden. Der Markenname Florena wurde erstmals im April 1920 für ein Talkumpuder beim Reichspatentamt in München registriert. Die Firma belieferte 1928 bereits fast ganz Europa, Nord- und Südamerika und Südafrika. Ein Haupterzeugnis waren weiterhin die Bergmannschen Zahnreinigungsmittel, die dem Unternehmen auch durch die Weltwirtschaftskrise 1929 halfen. Weitere Produkte waren 1929 die Glycerin-Honig-Creme und Hautmilch mit der Marke Ahabin das Parfüm Blütentau.

### VEB Rosodont Werk Waldheim

Florena-Creme, Design 1950

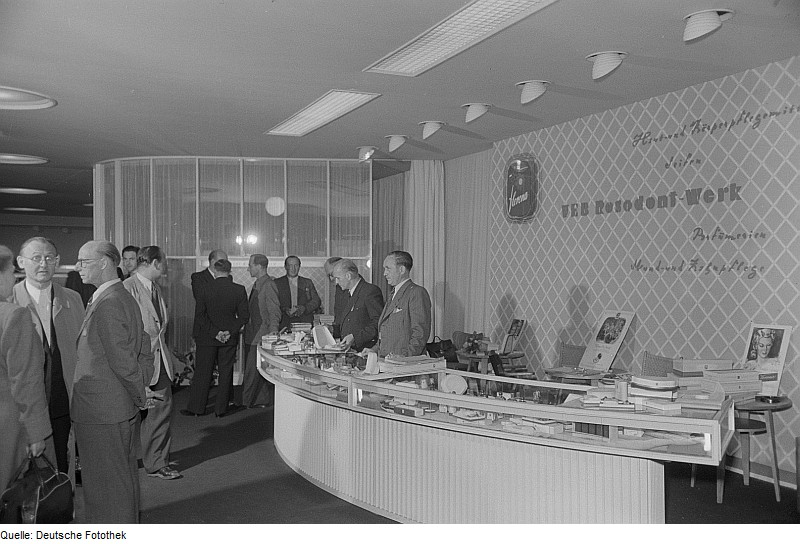
Messestand während der Leipziger Herbstmesse 1953

Nach dem Zweiten Weltkrieg gehörten die Produktionsstätten im Mai 1945 zur sowjetischen Besatzungszone und Ende 1945 wird die Produktion für die Sowjetunion wieder in Teilen aufgenommen. Die Fabrik und der Privatbesitz des Firmengründers August Bergmanns wurden nach einem Volksentscheid am 30. Juni 1946 entschädigungslos enteignet. Die Familie flieht nach Westdeutschland. Von 1947 bis 1949 untersteht es der Deutschen Wirtschaftskommission (DWK), die den technischen Leiter Walter Schuricht als Unternehmensführer einsetzte und nach dem Übergang ins Volkseigentum zum Treuhänder ernannt wird. Von 1949 bis 1990 liegt das verstaatlichte Unternehmen in der Deutschen Demokratischen Republik (DDR). Von 1946 bis 1970 war das Unternehmen ein Volkseigener Betrieb mit dem Namen VEB Rosodont Werk Waldheim. 1948 erfolgte der Beitritt zur Vereinigung Volkseigener Betriebe (VVB) Sapotex und bestand bis 1952, danach zur Verwaltung volkseigener Betriebe der organisch-chemischen Industrie. 1953 wird Kurt Fickert neuer Betriebsleiter.
Schon in den 1950er-Jahren bot er eine Palette verschiedener Kosmetik-Produkte unter dem Namen Florena an, darunter ab 1952 Florena Badeseife und Florena Nussöl. Bereits ab 1955 gab es die Florena-Universalcreme in der runden Blechdose, der Name Florena wurde in den Folgejahrzehnten bis zur deutschen Wiedervereinigung zu einem Gattungsbegriff für DDR-Kosmetik. 1955 wurde die Ware vor allem an die Sowjetunion über das Zwischenlager in Bernau bei Berlin geliefert und mussten anfangs durch Wachpersonal geschützt werden, um Plünderungen zu vermeiden. 1959 wird mit Leuchtreklamen und Werbefilmen die Bekanntheit weiter gesteigert. Die erste Florena-Creme in der blau-weißen Dose – analog der Nivea-Dose in Westdeutschland – kam 1960 heraus. Es wurden rund 700 Mitarbeiter beschäftigt. Die westdeutsche Beiersdorf in Hamburg prozessierte in der Folgezeit erfolglos gegen die Farbgebung der Dose. Nach den Klagen einigen sich die Hersteller darauf, dass Florena nicht in den westeuropäischen Markt exportiert werden darf. Hauptexportmarkt war somit überwiegend die Mitgliedsstaaten des Rats für gegenseitige Wirtschaftshilfe (RGW) und Staaten im Nahen Osten. Unter dem Slogan „… und Sie fühlen sich wohl in Ihrer Haut“ erfolgte ab 1967 ein neuer, geschlossener Werbeauftritt für die Universalcreme. Mehrere vom Staat durchgeführte Zusammenschlüssen von Kosmetikherstellern in der DDR führten zu zahlreichen Kosmetikartikeln unter der Dachmarke Florena.

### VEB Florena Waldheim und VEB Chemisches Kombinat Miltitz

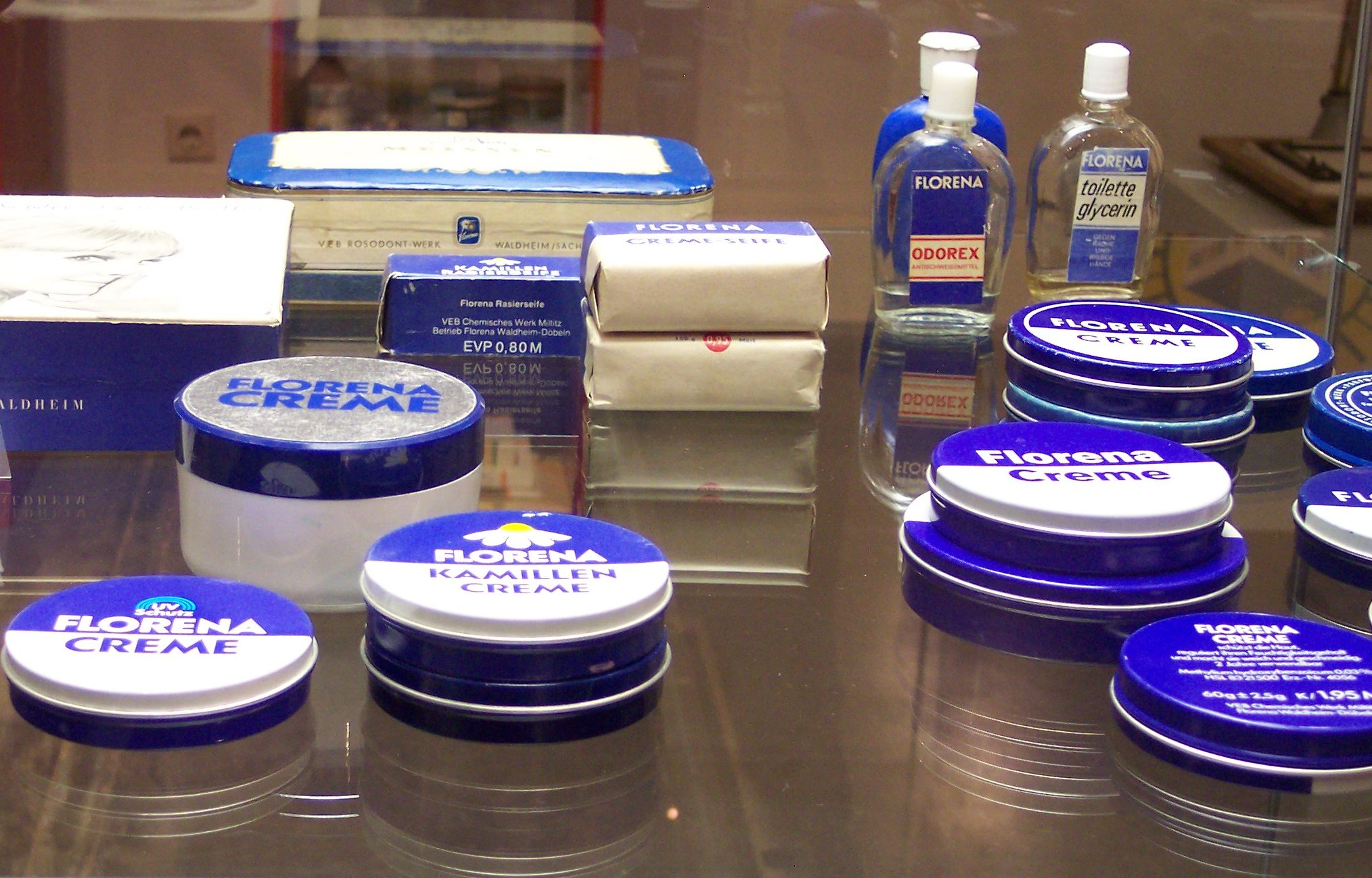
Historische Produkte von Florena

Unter dem Direktor Kurt Fickert erfolgt 1970 die Umbenennung des Werks in VEB „Florena Waldheim“ und es erfolgt der Zusammenschluss und die Unterstellung zum „VEB Chemisches Kombinat Miltitz“ mit Sitz in Leipzig. Dadurch konnten auch die mit zusammengeschlossenen VEB „Berlin Kosmetik Berlin“, VEB „Gerana Kosmetik Gera“, VEB „Episan Zeulenroda“, VEB „Zitza Zeitz“, VEB „Patina Halle“ und der VEB „Decenta Döbeln“ die Dachmarke Florena für Produkte verwenden. 1978 erschien die Florena Creme mit einer verbesserten Rezeptur und neuem Design.

### VEB Kosmetikkombinat Berlin – Chemisches Werk Miltitz – Betriebsteil Florena Waldheim-Döbeln
1981 wird der VEB „Florena Waldheim“ und der sächsische VEB „Decenta Döbeln“ zur „VEB Florena Waldheim-Döbeln“ zusammengelegt und dem „VEB Kosmetikkombinat Berlin – Chemisches Werk Miltitz – Betriebsteil Florena Waldheim-Döbeln“ unterstellt. Die Kombinatsleitung übernahm Heiner Hellfritzsch. Es wird damit zum größten Kosmetikhersteller in der DDR. Ab 1989 begann in Waldheim die Gestattungsproduktion für die Nivea Creme von Beiersdorf, so dass ab dem 20. September 1989 zwei blau-weiß gestaltete Dosen mit unterschiedlichen Namen vom Band liefen.

### VEB Florena Waldheim/Döbeln
Unter dem ehemaligen Kombinatsleiter Heiner Hellfritzsch (* 1951), der von der Treuhandgesellschaft eingesetzt wurde, und den weiteren Unternehmensmitgliedern Günter Haferkorn und Reinhard Hübner, erfolgte der Antrag auf Fortführung des Unternehmens unter marktwirtschaftlichen Bedingungen in der DDR und wurde ab 1. Februar 1990 als VEB „Florena Waldheim/Döbeln“ genehmigt.

### Florena Cosmetic
Im Juni 1990 wurde aus dem VEB Florena Waldheim/Döbeln die „Florena Cosmetic GmbH“. Im Oktober 1990 erfolgte die deutsche Wiedervereinigung und das Leitungsteam des Unternehmens mit Heiner Hellfritzsch wurden Gesellschafter. Zum 1. Januar 1992 erfolgte die Unterzeichnung des Gesellschaftervertrag (Management-Buy-Out) mit der Treuhand und rückwirkende Wirksamkeit ohne Beteiligung der früheren Gründerfamilie. Das Unternehmen erzielte in der Zeit einen Umsatz von 20 Millionen DM, musste dadurch aber neben dem Kaufpreis rund 10 Millionen DM an Altschulden inklusive Zinsen übernehmen und es lag ein Investitionsstau vor und laut Treuhand-Vertrag sollten die neuen Eigentümer 5,6 Millionen DM investieren. Rund 530 Mitarbeiter verloren ihren Arbeitsplatz. Es verblieben noch 170 Mitarbeiter.
Florena ist eine der wenigen Marken aus der früheren DDR, die nach der Wende und friedlichen Revolution in ganz Deutschland Fuß fassen konnten. 1997 wurde eine neue Abfüllanlage in Betrieb genommen. 1998 wurden Produkte der Firma in über 35 Länder exportiert und es erfolgte die Einweihung einer Verpackungsmittelhalle (Baukosten 4 Millionen DM). Im Jahr 2000 stieg der Umsatz auf rund 100 Millionen DM. Rückwirkend zum 1. Januar 2001 verkauften die drei Gesellschafter rund 24,9 % der Anteile am Unternehmen an die Beiersdorf AG in Hamburg.

### Übernahme durch Beiersdorf

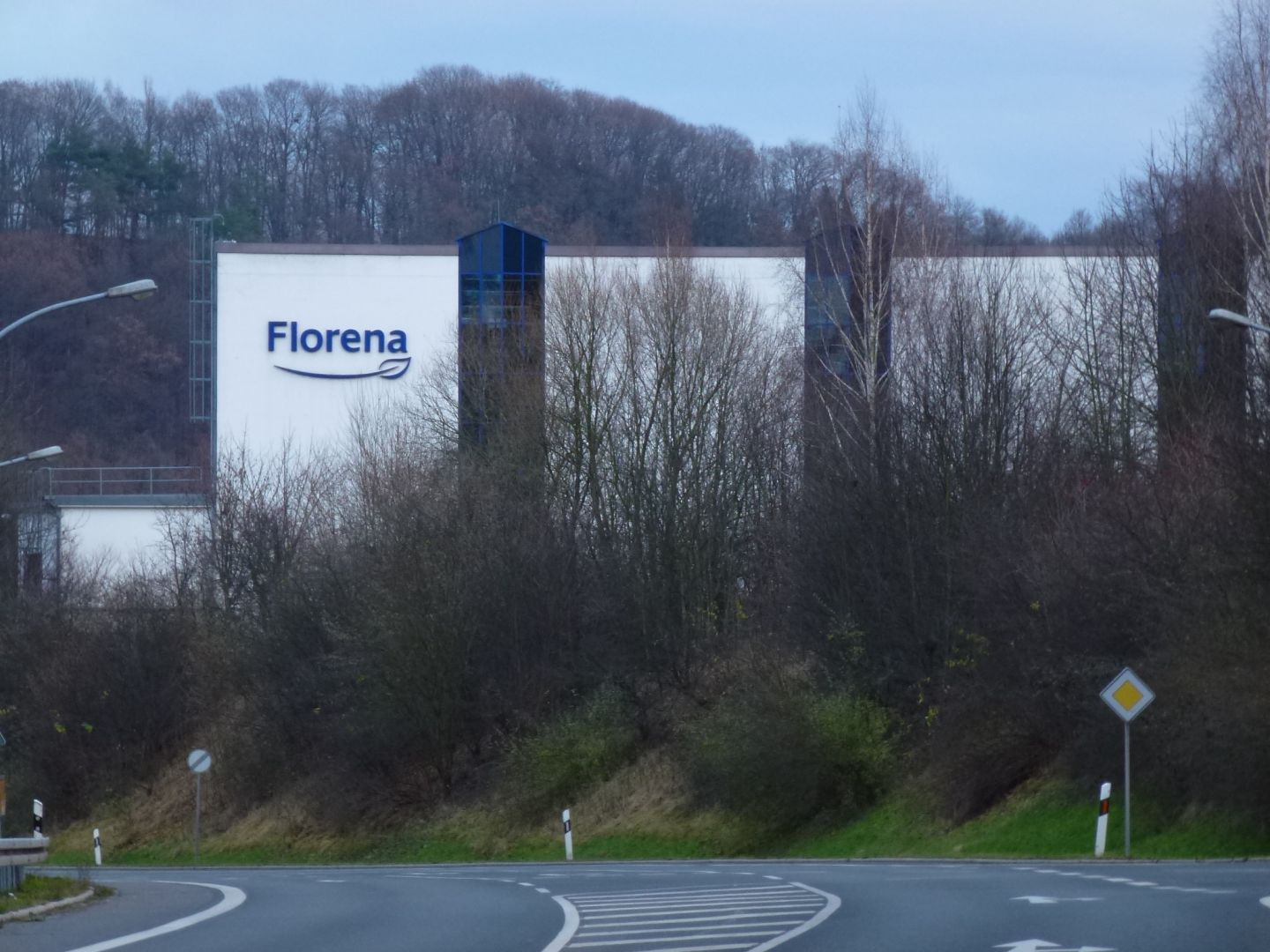
Das Florena-Werk in Waldheim 2012

Seit dem Jahr 2002 ist Florena eine 100%ige Tochtergesellschaft der Beiersdorf AG, der auch die Konkurrenzmarke Nivea gehört. Zuvor lag die Beteiligung von Beiersdorf bei 24,9 Prozent. Die Firma unterhält ihren Sitz am Stammwerk in Waldheim, wo neben eigentlichen Florena-Produkten auch Produkte von Nivea und Eucerin hergestellt werden. Neuer Geschäftsführer wurde zum 1. April 2002 Uwe Finnern. 2002 stieg der Umsatz auf 50,4 Millionen Euro. 2006 erzielte das Unternehmen unter dem Geschäftsführer Michael Hähnel einen Umsatz von 88,8 Millionen Euro und hatte 350 Beschäftigte. Im April 2009 übernahm der seit 2007 als Werksleiter tätige Raimund Münch die Geschäftsführung der Tochtergesellschaft.
2012 erfolgte die Umfirmierung der Tochtergesellschaft von Florena Cosmetic GmbH zu Beiersdorf Manufacturing Waldheim GmbH (BMWa).
Seit Herbst 2014 hat die Marke Florena ein aktualisiertes Logo.
Im Oktober 2014 wurde die Produktion mehrerer Duschen, Seifen, Gesichtsreinigungs- und Nachtpflegeprodukte sowie Rasierschäume der Marke Florena eingestellt. Rund 1,5 Millionen Florena-Produkte werden noch jeden Monat am Produktionsstandort in Waldheim hergestellt.
Das Stammwerk Waldheim mit rund 250 Mitarbeitern sollte Ende 2022 endgültig geschlossen werden. Stattdessen sollte in Seehausen bei Leipzig ein neues Beiersdorf-Werk für Aerosole errichtet und Ende 2022 eröffnet werden.